# Tragedia de la valla de Melilla
La tragedia de la valla de Melilla se refiere a la muerte de varias decenas de inmigrantes del África subsahariana el 24 de junio de 2022 en la valla de la localidad española de Melilla.
El 23 de diciembre de 2022 la Fiscalía española archivó la investigación que había iniciado sobre los hechos, exonerando de cualquier responsabilidad al Ministerio del Interior, a la Guardia Civil y a los agentes que estuvieron ese día sobre el terreno.

## Historia

Mapa de las rutas de emigración desde África a Europa, con punto de entrada en España a través de Ceuta y Melilla, por el Mediterráneo o Canarias.

Los hechos ocurrieron durante un salto masivo organizado de entre 500 y 2000 personas, la mayoría de países del África francófona como Sudán, Sudán del Sur o Chad que pretendían la entrada ilegal en la Unión Europea a través de la frontera hispano-marroquí en Melilla. 
En la disputa de cifras sobre las víctimas, según las fuentes oficiales marroquíes el balance fue de 23 inmigrantes y dos gendarmes muertos y otros 76 inmigrantes y 140 gendarmes heridos. En cambio, algunas ONG y diversos medios de comunicación elevaron la cifra de migrantes fallecidos hasta 37 o la cuarentena y exigieron investigaciones contra la desproporcionada brutalidad policial ejercida. Si se toma la última cifra de 37 muertes, este suceso se trataría de la tragedia con más muertes ocurrida en la frontera terrestre entre la Unión Europea y el Magreb.
Ante el silencio informativo a lo largo de toda la jornada de los hechos y la filtración de vídeos y fotografías de varios inmigrantes inconscientes, desatendidos, ensangrentados, hacinados y muertos bajo custodia policial, la situación adoptó un alcance mediático y de consternación internacionales. El presidente del Gobierno de España, Pedro Sánchez, justificó la intervención y apuntó que «hay que reconocer el extraordinario trabajo que ha realizado el Gobierno marroquí en coordinación con las fuerzas y cuerpos de seguridad del Estado de España para tratar de evitar un asalto violento y bien resuelto por parte de las dos fuerzas de seguridad», aparte de reconocer y agradecer «la importancia de tener unas relaciones con un socio estratégico como es Marruecos» y culpar a las mafias de tráfico de inmigrantes como las únicas culpables de los eventos ocurridos.
Posteriormente se apuntó también con pruebas de vídeo en los que varios agentes marroquíes habrían traspasado la frontera para arrestar, agredir y efectuar «devoluciones en caliente» de algunos inmigrantes que ya habían atravesado el vallado. Por este motivo, varias de las acciones condenadas por organismos en defensa de los derechos humanos habrían ocurrido también en jurisdicción española y no sólo de Marruecos, como se había apuntado inicialmente. La Guardia Civil española negó en declaraciones a la Agence France-Presse que supiera nada de este asunto.
La Asociación Marroquí de Derechos Humanos acusó a las autoridades marroquíes de intentar encubrir las muertes, señalando que seis días después de la tragedia no se había realizado ninguna autopsia ni se había hecho ningún esfuerzo por identificar a los fallecidos. La justicia marroquí, posteriormente, condenó a trece de los inmigrantes que no consiguieron llegar hasta territorio español a dos años y medio de cárcel y una multa de 10.000 dirhams.
Con posterioridad El País realizó una investigación, analizando los videos y con diversas entrevistas, en la que se afirmó que se había producido la muerte de al menos un inmigrante en el lado español. Además confirmó que recibieron gases lacrimógenos y golpes por parte de la policía de ambos países. También según familiares contabilizaron 70 desaparecidos.
El 23 de diciembre de 2022 la Fiscalía española decidió archivar la investigación sobre las muertes de emigrantes el mes de junio en la frontera de Melilla, exonerando de cualquier responsabilidad al Ministerio del Interior, a la Guardia Civil y a los agentes que estuvieron ese día sobre el terreno. Según elDiario.es, «el decreto del Ministerio Público no especifica si alguna de las muertes tuvo lugar en territorio español, afirma que “los hechos que determinaron la avalancha sucedieron en territorio marroquí” y que “el amontonamiento de personas se produjo entre ambos recintos fronterizos”. La Fiscalía entiende que la actuación de los guardias fue proporcionada y pone en conocimiento de la Guardia Civil que varios agentes lanzaron piedras a los migrantes, por si existiera algún tipo de infracción disciplinaria».

## Reacciones
- El portavoz de las Naciones Unidas, Stéphane Dujarric, aseguró que tanto Marruecos como España hicieron un uso “excesivo” de la fuerza y pidió que se abriese una investigación sobre esta violencia.[22]
- El Comité de la ONU sobre los Trabajadores Migrantes solicitó una investigación inmediata y completa sobre los hechos.[23]
- António Guterres, secretario general de la ONU, publicó en Twitter un mensaje donde se mostró consternado ante la violencia y el uso excesivo de la fuerza contra «migrantes y solicitantes de asilo».[22]